# GTK Boxer
GTK «Boxer» (нім. Gepanzerte Transport Kraftfahrzeug Boxer) — німецько-нідерландський багатоцільовий бронетранспортер. Бойова машина була створена консорціумом ARTEC GmbH зі штаб-квартирою в Мюнхені. До складу консорціуму входять компанії Krauss-Maffei Wegmann та Rheinmetall. До 2003 року до нього також належало британське підприємство Alvis. Виробництво почалось в 2009 році.
У липні 2011 перші п'ять БТР Боксер у складі підрозділів Бундесверу беруть участь у військовій місії НАТО ISAF в Афганістані.
Після приєднання до проекту в 2016 році Литви сукупна кількість замовлених бронетранспортерів різних модифікацій зросла до 696 машин. 17 серпня 2018 року Австралія розмістила замовлення в Rheinmetall на 211 колісних бронетранспортерів.

## Розробка
У квітні 1998 року Франція, Німеччина і Велика Британія домовились про спільну розробку повнопривідної машини з колісною формулою 8 на 8. Трохи згодом Франція відмовилась від участі у спільному проекті заради роботи над власним бронетранспортером VBCI. Того ж року німецький консорціум створив прототип з колісною формулою 6×6 для показу та випробування технологій, закладених у майбутній GTK. У 1999 році був укладений договір про подальший розвиток проекту, який передбачав можливість серійного виробництва 600 машин до 2005 року, також була створена фірма ARTEC зі штаб-квартирою в Мюнхені. Перші прототипи з восьми були побудовані в 2001 році. Тоді до проекту приєднались Нідерланди, які замовили близько 200 машин. Проект зазнав відчутної невдачі в 2003 році, коли від участі в ньому відмовилась Велика Британія. Велика Британія прагнула уникнути конкуренції між GTK Boxer та машиною Future Rapid Effect System (FRES) власного виробництва.
31 березня 2018 року Міністерство оборони Великої Британії повідомило про намір повернутись до Artec з метою розгортання виробництва бронетранспортерів Boxer у країні для потреб власної армії та на експорт. Завдяки цьому в країні має з'явитись виробництво із коефіцієнтом локалізації понад 60 % для програми модернізації бронемашин для сухопутних військ англ. Army’s Mechanised Infantry Vehicle. Переговори з OCCAR (англ. Organisation for Joint Armament Cooperation) та концерном Artec мають завершитись в 2019 році, а перші машини можуть поступити на озброєння сухопутних військ в 2023 році.

## Виробництво
Початок серійного виробництва планувався на 2004 рік. Через затримки, спричинені змінами у складі учасників проекту, та необхідність внесення змін у технічну документацію, початок серійного виробництва, який був запланований на 2008 рік, довелось перенести на вересень 2009 року. Планувалось, що в першій партії буде виготовлено 272 машин GTK Boxer в п'ятьох модифікаціях для Бундесверу, та 200 машин в п'ятьох модифікаціях для Збройних Сил Нідерландів. Станом на жовтень 2011 року друга партія не передбачена. Проте, у фахових виданнях лунають заклики збільшити замовлення нових машин (наприклад, «InfoBrief Heer» від червня 2012 року називає мінімально необхідний парк БТР GTK Boxer в 684 машини).
Саудівська Аравія оголосила про бажання придбати кількасот машин GTK Boxer. Однак, цей контракт має бути схвалений Федеральною Радою Безпеки.
У серпні 2016, Литва замовила 88 машин Boxer у конфігурації бойової машини.

## Опис

### Будова

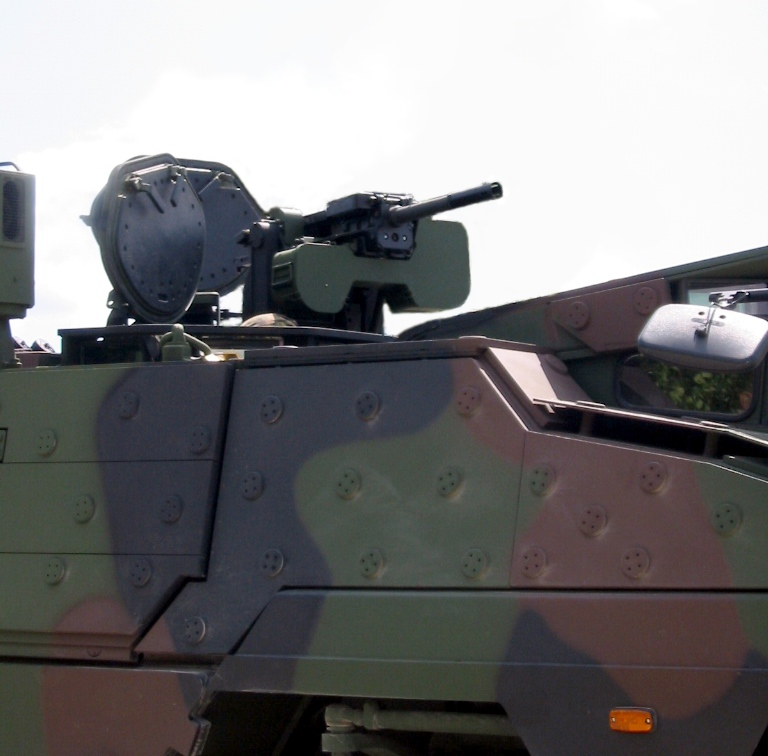
HK GMW на збройному модулі. Також можна помітити круглі кріплення для зовнішнього захисту машини.

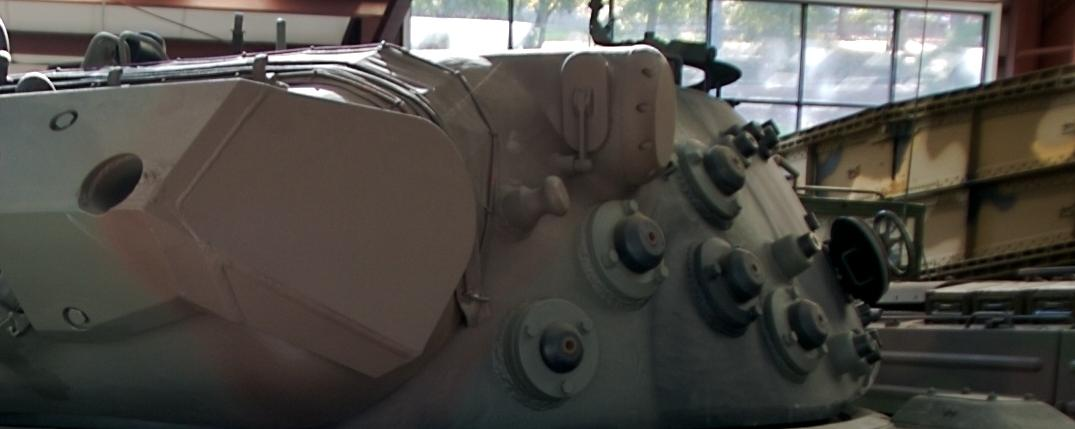
Амортизатори для кріплення додаткового захисту на башті танка Leopard 1.

Машина має модульну конструкцію і складається з відділення водія та відділення з корисним навантаженням. Модульна конструкція є однією з основних особливостей цієї машини, адже вона дозволяє здійснювати заміну модуля корисного навантаження за 30 хвилин навіть в умовах польової майстерні.
Недоліком такої конструкції є більша сукупна маса машини, збільшення її складності.
Проте дана конструкція має й низку переваг. Так, зокрема, модуль водія містить двигун, трансмісію, всю ходову частину, різноманітні фільтри й тому потребує профілактичного ремонту. В звичайних БТР ремонт, наприклад, ходової частини тягне за собою неможливість використання корисного навантаження БТР. Наприклад, командно-штабна машина може бути виведена з ладу просто через несправність в ходовій частині. Натомість модульність GTK Boxer дозволяє доволі швидко знімати модуль з несправного модуля водія та встановлювати його на справний.
Крім того, модуль водія та модуль з корисним навантаженням можуть перевозитись окремо, що може істотно поліпшити логістику для цієї доволі важкої машини.
У відділенні водія знаходиться місце самого водія а також моторно-трансмісійний відсік. Водій сидить праворуч та дивиться назовні через три призми, середню можна замінити на прилад нічного бачення. Ліворуч від водія знаходиться обладнаний системою пожежогасіння моторно-трансмісійний відсік. До стандартного обладнання БТР Boxer належить центральна система контролю тиску в шинах. Також машини обладнані захистом від зброї масового ураження. Заради зменшення вартості машин, в їхній конструкції широко використані деталі, доступні на звичайному цивільному ринку.

### Захист
Захист обох модулів можливо підлаштовувати залежно від поставлених задач. Повітряний зазор між основним та додатковим захистом дозволяє зменшити інфрачервону сигнатуру машини а також швидко лагодити пошкоджені елементи додаткового захисту.
Захист машини складається з основної, сталевої броні, та додаткових модулів композитного захисту, створених IBD Deisenroth Engineering за технологією AMAP (вдосконалений модульний захист), що кріпиться до основної броні на спеціальні гумові амортизатори (англ. Shock-mounts). AMAP складається з базового шару (підкладки), до нього клеєм кріпиться шар кераміки, та покривається шаром вдосконаленої броні Mexas. Всередині БТР вкритий шарами захисної тканини (протиосколковий захист, AMAP-L) сплетеної із високоміцних волокон, такої як арамід (кевлар), для запобігання поранень екіпажу осколками від влучень кулями по броні ззовні. Балістичний захист (AMAP-В) забезпечує захист екіпажу від обстрілу зі стрілецької зброї середнього калібру а також від осколків артилерійських снарядів (калібром до 155 міліметрів) та бомб та за твердженнями виробника, може витримати декілька влучень в одне місце. Крім того, «Боксер» має протимінний захист (AMAP-М і AMAP-IED), що задовольняє вимогам класу IIIb згідно STANAG 4569, що відповідає вибуху близько восьми кілограмів у тротиловому еквіваленті.

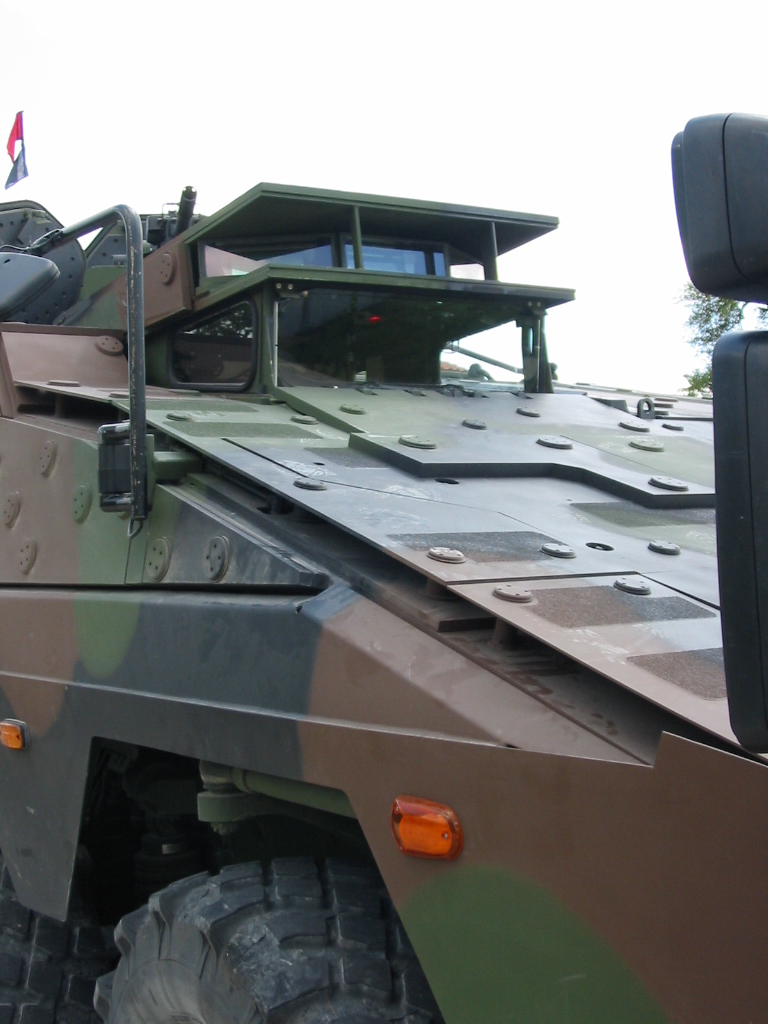
Відкритий люк водія. Добре видно простір між основним і додатковим захистом над моторно-трансмісійним відсіком. Завдяки цьому зменшується теплова сигнатура машини.

### Обладнання

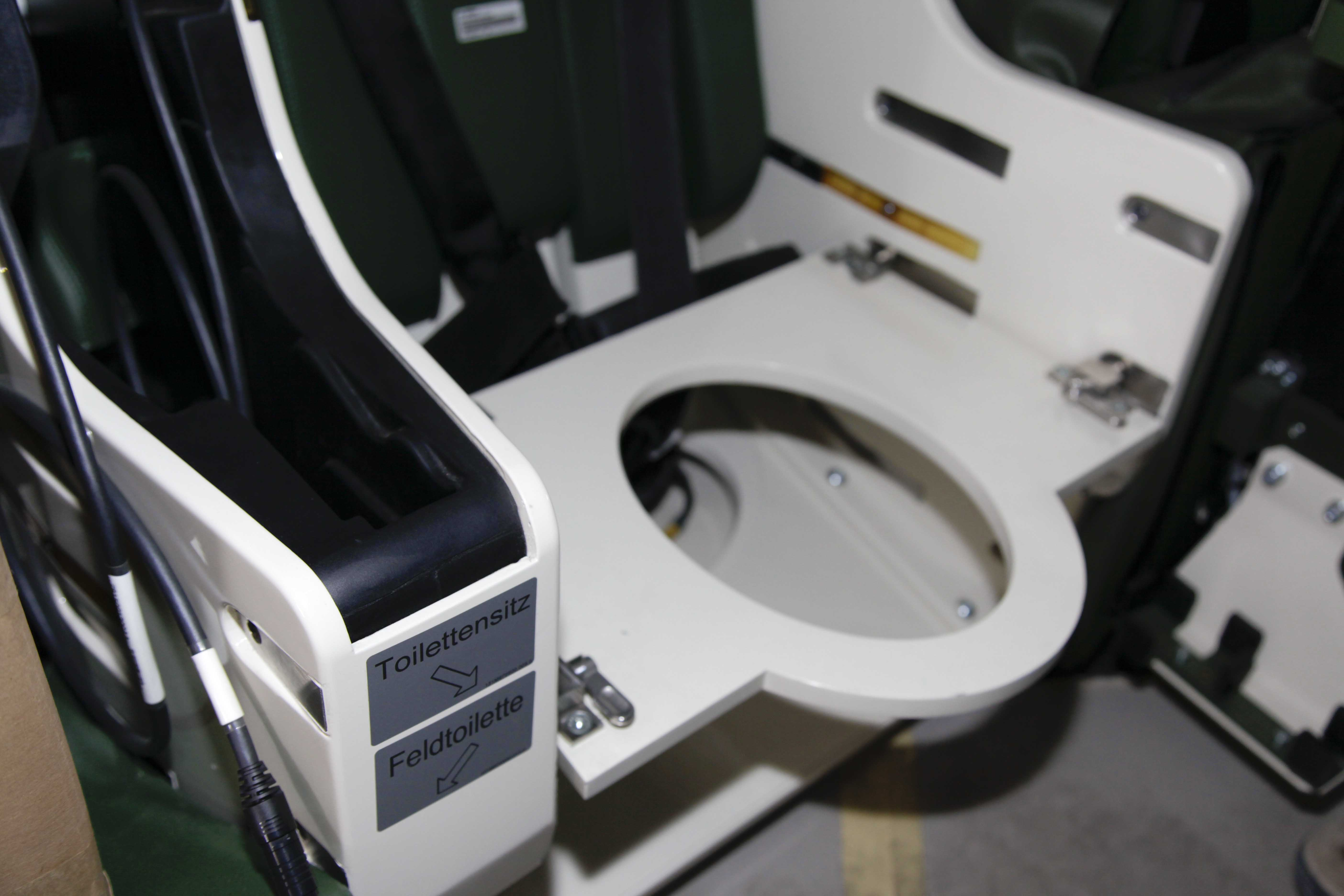
Туалет в БТР Boxer

У варіанті для німецьких військових БТР Boxer оснащений електричним чайником і польовим туалетом.

## Модифікації

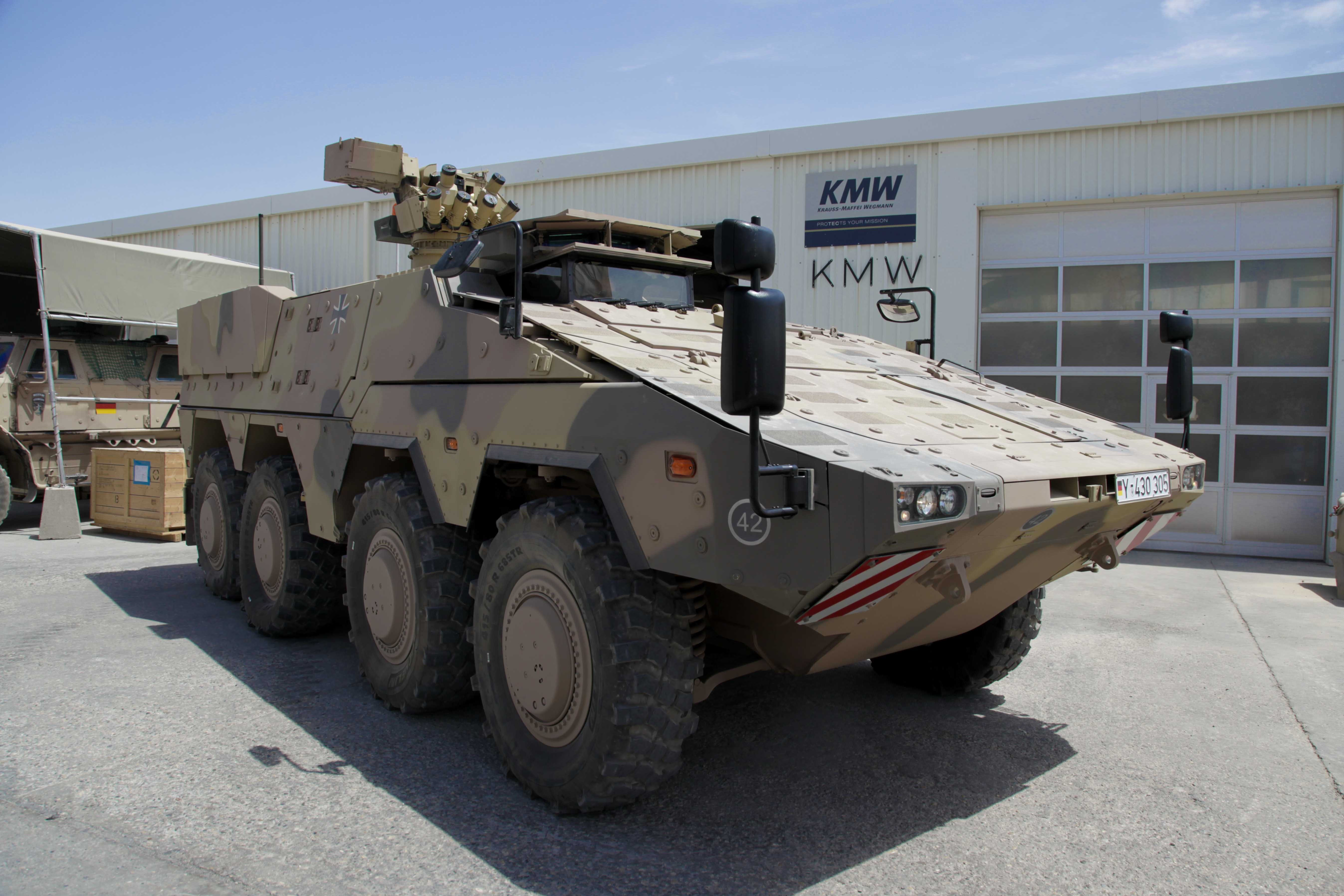
БТР Boxer моделі A1 в Афганістані

За відділенням водія знаходиться десантно-транспортне відділення. В цьому відділені протягом години можна встановлювати різні модулі вагою до 8 тон. Різні модулі також отримують надлишковий тиск повітря для захисту від зброї масового ураження. Далі наведені приклади таких модулів.

### Десантний
Німеччина : 125
Десантний модуль має скат в задній частини та може вмістити до 8 солдатів. На даху в передній частині модуля можна встановити або гранатомет HK GMW, або кулемет Браунінг М2. Перед відправленням до Афганістану, БТР Boxer був оновлений до версії A1. Окрім фарбування у камуфляж ISAF, на машини був встановлений додатковий захист а зброя піднята на 30 см для поліпшення ефективності.

### Швидка допомога
Німеччина : 72  Нідерланди : 58
Досі триває розробка двох варіантів модулів швидкої медичної допомоги для БТР Boxer. Машини швидкої допомоги зможуть приймати або до 7 поранених в сидячому положені, або трьох на ношах. Варіант для Бундесверу має назву «важка броньована машина» (sgSanKfz) і розробляються під керівництвом Krauss-Maffei Wegmann. Варіант для збройних сил Нідерландів розробляє місцевий підрозділ Rheinmetall і має назву «автомобіль швидкої допомоги» (Ambulance Vehicle).

### Командний автомобіль
Німеччина : 65  Нідерланди : 55
Командний автомобіль може містити екіпаж з 5 чоловік.

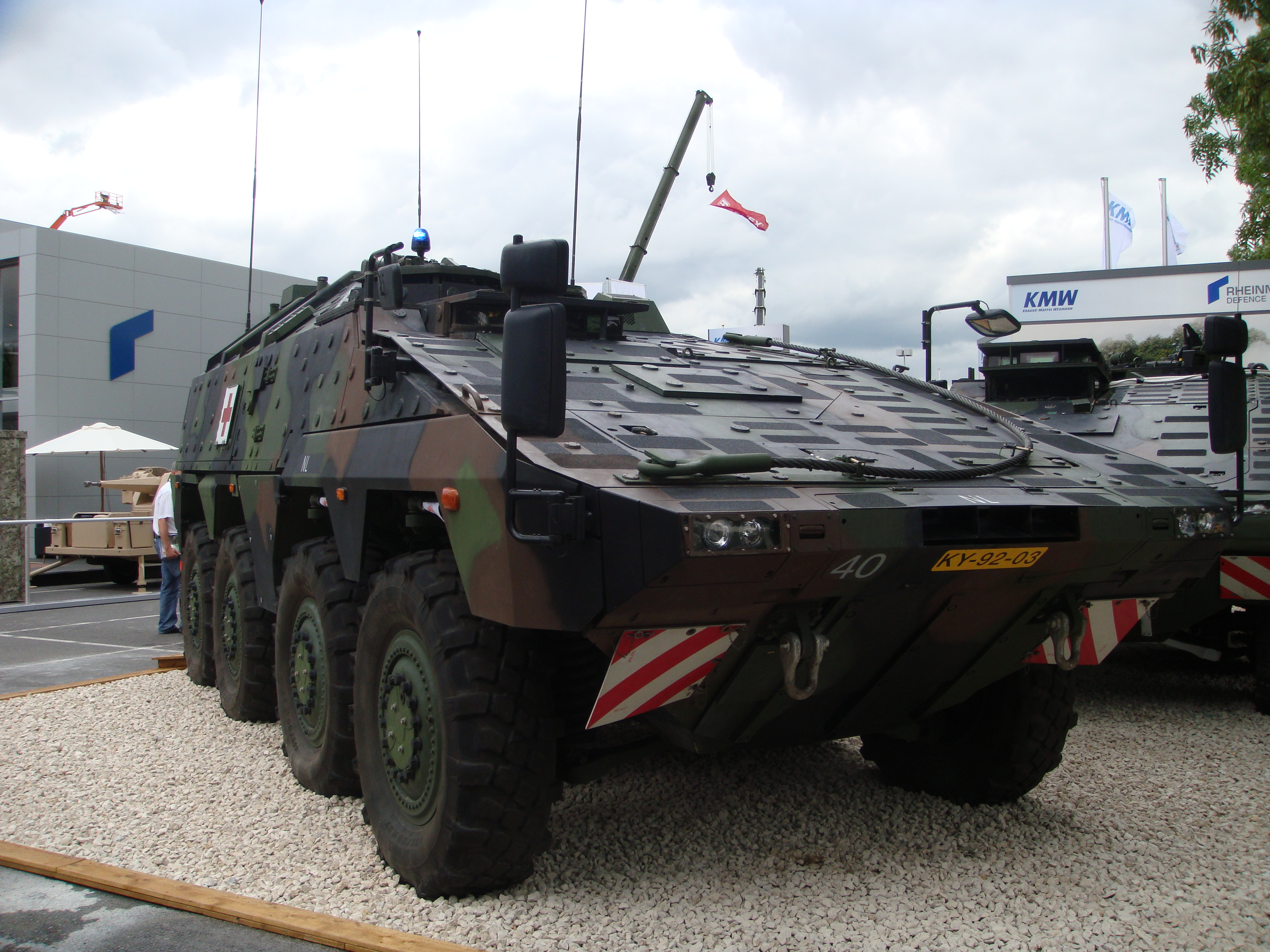
Нідерландський БТР Boxer в конфігурації машини швидкої медичної допомоги.

### Інженерний автомобіль
Нідерланди : 41
Варіант для інженерних військ може перевозити команду з шістьох бійців з додатковим устаткуванням.

### Перевезення вантажу
Нідерланди : 27
Екіпаж вантажного варіанту БТР складається з двох осіб: командира та водія. Командир може у випадку надзвичайної ситуації керувати встановленим на машину озброєнням. Корисне навантаження складає 2 тони.

### Вантажно-командний Cargo/C2
Нідерланди : 19
Цей варіант поєднує елементи вантажного і командного модулів. Він може перевозити командний пункт з трьома бійцями, півтори тони вантажу або одні ноші.

### Навчальний автомобіль
Німеччина : 10  Нідерланди : 8  Литва: 2
Навчальний варіант обладнаний додатковою баштою.

### Бронетранспортер
БТР був представлений на виставці Eurosatory в 2010 році. На машину встановлена башта моделі Ленс . Башта обладнана гарматою MK30-2/ABM і кулеметом. Екіпаж складається з водія і двох солдатів у башті, десант може становити до шістьох чоловік. В травні 2012 року Rheinmetall представила повністю обладнаний прототип потенційним замовникам на полігоні Унтерлюс. Компанія Krauss-Maffei Wegmann продемонструвала модифікацію з дистанційно-керованою баштою та можливістю перевезення до 8 бійців десанту.

### САУ
Під час виставки Eurosatory 2014 в Парижі, Krauss-Maffei Wegmann (KMW) вперше представила нежилу башту AGM (англ. Artillery Gun Module — артилерійський модуль) 155 мм САУ на важкому колісному шасі Boxer. До кінця 2014 року мають бути проведені стрільбові випробування САУ.

### Система ППО

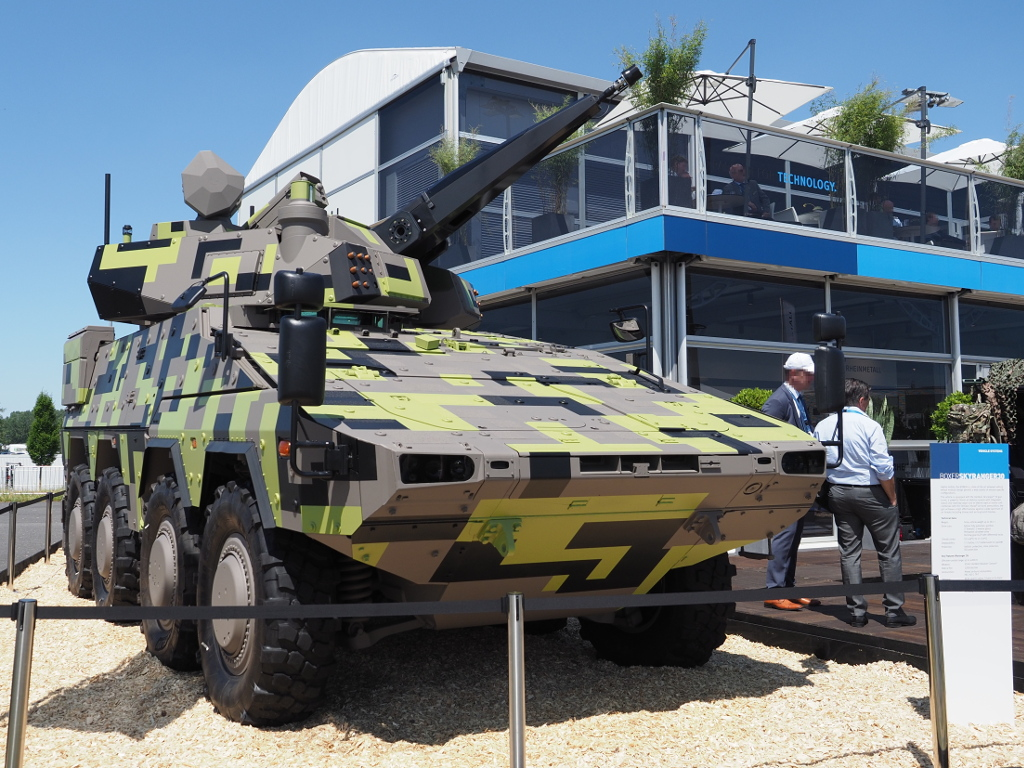
Система ППО Skyranger 30 на базі шасі Boxer

У березні 2021 року була представлена баштова система протиповітряної оборони малого радіусу дії Skyranger 30, розроблена Rheinmetall Air Defence, яка може бути встановлена шасі Boxer.

## Технічні характеристики
- Дорожній просвіт: 50 см
- Ширина колії: 2,58 м
- Колісна база: 1,55 + 1,90 + 1,55 м
- Прохідний брід: 1,20 м
- Прохідний брід із додатковим обладнанням: 1,50 м
- Максимальний підйом: 60 %
- Максимальний поперечний ухил: 30 %
- Може здолати стінку заввишки до: 80 см
- Максимальний рів: 2,0 м
- Радіус повороту: 21 м (із примусовим гальмуванням коліс 16 м)

Станом на 2014 рік GTK Boxer є найбільшим і найважчим бронетранспортером свого класу. Через вагу і габарити його неможливо перевозити в транспортних літаках C-130 Hercules. Для його транспортування необхідні літаки, принаймні, класу Аеробус A400M.

## Стан програми
17 лютого 2006 року ARTEC повідомив партнерів про собівартість машин, яка була визнана неприйнятно високою і в Німеччині, і в Нідерландах. Через велике значення цієї програми для промисловості обох країн, Німеччина виступила з пропозицією перегляду цін, а Нідерланди, за повідомленням Джейн навіть мали намір вийти з проекту для укладення нового договору. Проте, в кінці червня 2006 року Голландський парламент ухвалив рішення продовжити участь в програмі та погодив видатки на 200 машин.
В статті в газеті «Die Welt» від 25 серпня 2006 року було зазначено, що Міністерство оборони Німеччини планує витратити € 891 млн на замовлені Бундесвером 272 машини.
3 грудня 2006 року Бундестаг схвалив закупівлю в цілому 272 GTK Boxer. Контракт був підписаний в казармах Бернар в Амерсфорті, Голландія, 19 грудня 2006 року.
Попри вихід з консорціуму, Міністерство оборони Великої Британії продовжило розглядати БТР Боксер на тендерах. Так, Боксер змагався для програми Future Rapid Effect System з Piranha виробництва Mowag та VBCI виробництва Giat. Рішення, ухвалене в листопаді 2007 року, але оголошене новим міністром оборони в лише травні 2008 року, було на користь Piranha.
23 вересня 2009 року перша серійна машина виробництва Krauss-Maffei Wegmann та Rheinmetall була відправлена до OCCAR і Федерального відомства з оборонних технологій та закупівель на випробування, перед взяттям на озброєння в березні 2011 року.
Після приєднання до проекту в 2016 році Литви сукупна кількість замовлених бронетранспортерів різних модифікацій зросла до 696 машин.
1 лютого 2017 року стало відомо про передачу 400-ї виготовленої машини 20 грудня 2016 року Королівській армії Нідерландів. Того ж дня була передана і 401-а виготовлена машина. Обидві передані машини були в конфігурації бронетранспортера військово-інженерної групи (англ. Armoured Engineer Group Vehicle нід. Geniegroeps voertuig/GNGP).
Разом з щойно доставленою парою машин в конфігурації GNGP, Нідерландська армія має на службі 29 машин даної конфігурації.
31 березня 2018 року Міністерство оборони Великої Британії повідомило про намір повернутись до Artec з метою розгортання виробництва бронетранспортерів Boxer у країні для потреб власної армії та на експорт. Завдяки цьому в країні має з'явитись виробництво із коефіцієнтом локалізації понад 60 % для програми модернізації бронемашин для сухопутних військ англ. Army’s Mechanised Infantry Vehicle. Переговори з OCCAR (англ. Organisation for Joint Armament Cooperation) та концерном Artec мають завершитись в 2019 році, а перші машини можуть поступити на озброєння сухопутних військ в 2023 році.
Нові модифікації «Boxer» використовують стандартизовану в НАТО мережеву архітектуру транспортних засобів NGVA.

## Бойове застосування
3 березня 2011 року німецькі військові повідомили, що перший БТР Boxer був доставлений у 292 батальйон і його готують до місії в Афганістані. Також були передані перші машини 23 альпійській бригаді. 22 липня 2011, перші п'ять БТР Boxer A1 були відправлені в Афганістан. Починаючи з середини серпня 2011 року їх використовують для підтримки БТР Фукс в околицях Мазарі-Шариф, і до середини червня 2013 року в спостережному пункті Північ, провінції Баглан.

## Оператори

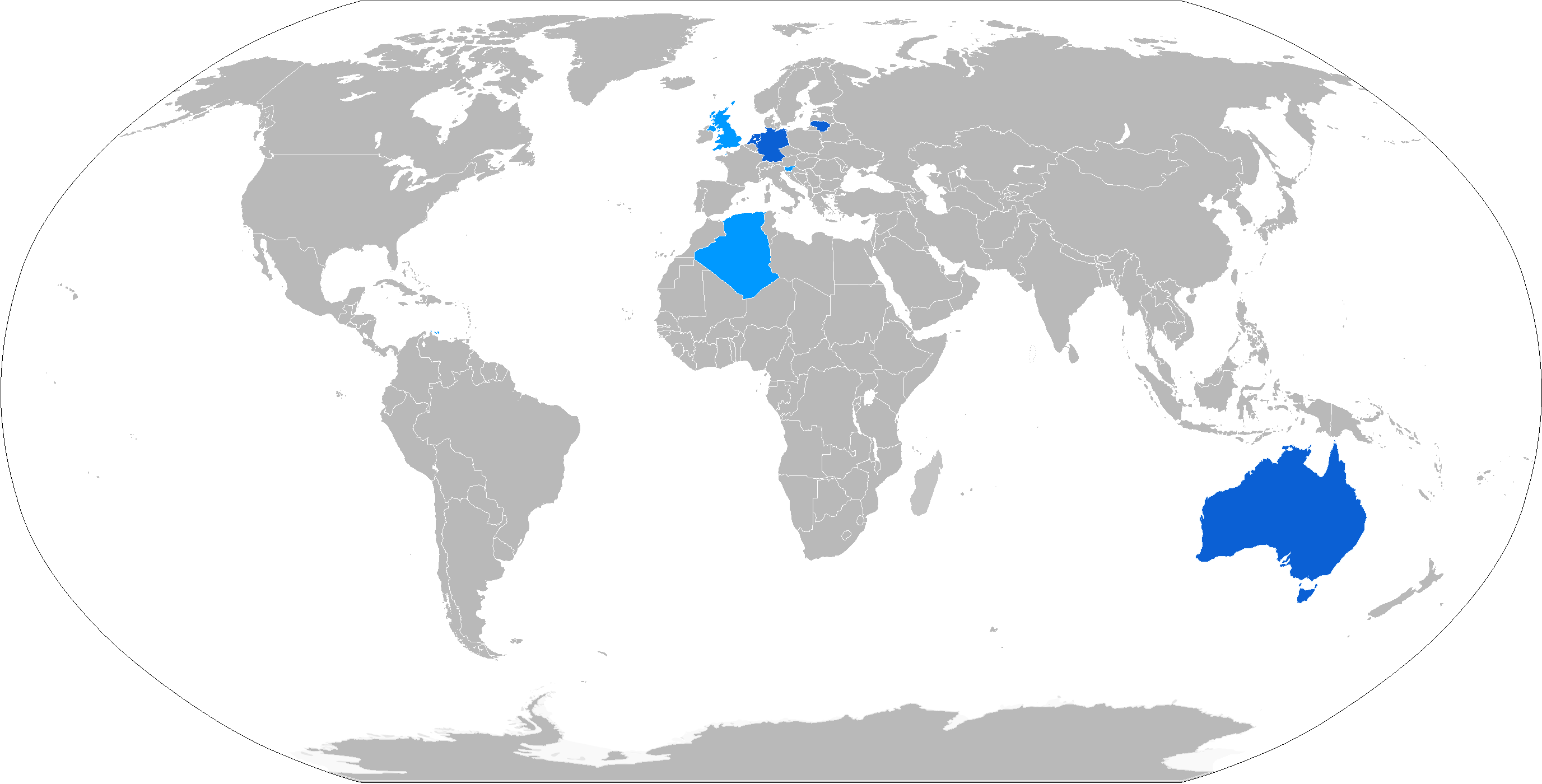
Країни-оператори GTK Boxer (позначені синім кольором)

- Австралія — перші машини отримані в серпні 2018 року.
- Литва — Сухопутні війська Литви. 15 грудня 2017 року стали надходити перші машини із замовлених в 2015 році 88 машин[45].
- Нідерланди — замовлено 200 одиниць в конфігураціях медично-евакуаційної (AMB), командно-штабної (CP), вантажної (CAR), навчальної (DTV), та бронетранспортера (GNGV). Постачання мало розпочатись в 2012 році[46]. Станом на 2014 перебувало на озброєнні 8 машин[47]. Станом на початок 2017 року — не менше 29 машин[4].
- Німеччина — спочатку було замовлено 272 одиниці, проте в грудні 2015 року сукупна кількість замовлених машин зросла до 403 машин[46]

### Австралія
14 березня 2018 року міністерство оборони Австралії оголосило про вибір Boxer для програми Land 400 Phase 2. Rheinmetall Defence Australia (RDA) вдалось перемогти на тендері спільну пропозицію Armoured Modular Vehicle (AMV35) від BAE Systems Australia та фінської Patria. Австралія має намір придбати 211 машин в конфігурації Combat Reconnaissance Vehicle (CRV) на загальну суму AUD 5,2 мільярда (USD 4 мільярда), з них місцева промисловість отримає замовлень на AUD 2,8 мільярди. Витрати на експлуатацію машин дорівнюватимуть AUD 15,7 мільярда за 30 років, з них місцева промисловість отримає AUD 10,2 мільярда. Нові машини мають прийти на заміну наявних в Австралійській армії 257 одиниць Australian light armoured vehicle (ASLAV). Підписання остаточних контрактів очікується протягом наступних кількох тижнів.
7 серпня 2018 року Австралія розмістила замовлення в Rheinmetall на 211 колісних бронетранспортерів загальною вартістю €2.1 млрд. (AUD3.3 млрд).
Український транспортний літак Антонов Ан-124 (UR-82009) 29 серпня 2018 року привіз в австралійську Аделаїду нові німецькі військові бронемашини Rheinmetall Lynx KF41 та Boxer на замовлення Збройних сил Австралії.
В жовтні 2020 року у Редбанк, Квінсленд, було відкрито завод, який в подальшому займатиметься складанням БТР Boxer.
На початку червня 2021 року з Німеччини було відправлено чергову партію з 25 бронемашин.

### Велика Британія
31 березня 2018 року Міністерство оборони Великої Британії повідомило про намір повернутись до Artec з метою розгортання виробництва бронетранспортерів Boxer у країні для потреб власної армії та на експорт.
Завдяки цьому в країні має з'явитись виробництво із часткою локалізації понад 60 % для програми модернізації бронемашин для сухопутних військ англ. Army’s Mechanised Infantry Vehicle. Переговори з OCCAR (англ. Organisation for Joint Armament Cooperation) та концерном Artec мають завершитись в 2019 році, а перші машини можуть поступити на озброєння сухопутних військ в 2023 році.
5 листопада 2019 року було оголошено про підписання контракту на постачання 500 одиниць Boxer у модифікаціях бронетранспортерів, командирських, медичних та спеціалізованих машин. Загальна вартість контракту дорівнює £2,8 млрд. Перші випробування машин для британської армії заплановані на червень 2022 року, а у листопаді 2022-го очікується перша серійна машина. Міністр оборони Великої Британії Бен Воллес заявив, що перші підрозділи британської армії отримають «Боксери» у 2023 році.
Згідно оприлюднених в березні 2021 року міністерством оборони Великої Британії планів, отримані GTK Boxer прийдуть на заміну БМП Warrior.
17 травня 2021 року у Стокпорті (графство Великий Манчестер, Англія) було офіційно відкрито завод з виробництва бронекорпусів та остаточного складання БТР Boxer для потреб британської армії. Однак постачання перших складових для виробництва відбулось за тиждень до того.
Наприкінці травня 2021 року стало відомо про початок виробництва в Німеччині корпусів прототипів та налагодження серійного виробництва бронетранспортерів для потреб Великої Британії.
На початку липня 2021 року було оголошено про початок виробництва корпусів у Стокпорті. Перед тим британські зварювальники майже рік проходили навчання і підготовку у Німеччині. Окрім навчання, вони брали участь у виготовленні корпусів для наявних замовників й таким чином отримали практичні навички. На фабриці у Стокпорті працюватиме близько 120 чоловік.
На початку квітня 2022 року було оголошено про замовлення додаткових 100 машин. Таким чином сукупна кількість замовлених машин цього типу складає 623 одиниці.

### Литва
11 грудня 2015 року ухвалене рішення придбати 88 одиниць БТР «Боксер» для Сухопутних військ:
- 84 пропонувались у варіанті БМП з бойовим модулем розробки Elbit Systems UT 30 Mk 2 (оснащений 30-мм гарматою Rheinmetall MK 30-2/ABM) та баштовими пусковими установками для ПТРК «Спайк» (озброєння аналогічне БМП «Пума»), однак Литва обрала бойовий модуль Samson 30mm MK II виробництва ізраїльської компанії RAFAEL[61][62]. Даний бойовий модуль безлюдний, має низький силует, дозволяє перезаряджати встановлене озброєння із середини машини. На нього може бути встановлене різне основне та додаткове озброєння, в тому числі гармати калібру 30/40 мм, гранатомети, та коаксіальний кулемет калібру 7,62 мм. Також на бойовий модуль може бути встановлене ПТРК та димові гранати. В базовій конфігурації модуль не має бронювання, але за потреби може бути захищений за рівнями STANAG 1-4. Модуль має гіростабілізовані в двох площинах приціл та систему кріплення зброї, забезпечує незалежну роботу командира і навідника, окрім швидкого обертання, модуль має високий кут піднесення зброї — до 70°, що робить його придатним до бойових дій в умовах міста[61].
- 4 машини у варіанті командно-штабних.

Перші 14 машин мають надійти у другій половині 2017 року, решта має надійти до кінця 2019 року. На тендері пропозиція від ARTEC змагалась з: Patria AMV; Iveco Superav; Nexter VBCI; General Dynamics Land Systems LAV II; Otokar Arma; та FNSS Pars.
23 серпня 2016 року контракт був підписаний. 53 машини будуть виготовлені KMW та 35 Rheinmetall. Машини отримали назву лит. Vilkas (вовк).
15 грудня 2017 року до міста Каунас були доправлені перші дві машини (навчальна модифікація).
18 липня 2018 року міністерство оборони Литви повідомило, що два прототипи бойової машини Vilkas проходять інтенсивні випробування на військових полігонах у Німеччині. За результатами випробувань будуть враховані та виправлені всі недоліки в конструкції БТР перед початком серійного виробництва.
14-18 січня 2022 року на полігоні «Пабраде» неподалік від кордону з Білоруссю відбулись успішні випробування з бойовими пусками ракет Spike LR з бронемашин Vilkas. Застосування ракет здійснювали екіпажі мотопіхотного батальйону механізованої піхотної бригади «Залізний вовк» Збройних сил Литви.

### Німеччина
Спочатку було замовлено 272 одиниці, проте в грудні 2015 року сукупна кількість замовлених машин зросла до 403 машин. Станом на 2014 рік перебувало на озброєнні близько 200 машин у різних модифікаціях.
Однак, в працездатному стані перебувало лише 70 БТР «Боксер» із 180 наявних. Крім того, існували проблеми з озброєнням. Так, під час військових навчань НАТО «Noble Ledger» в Норвегії на БТР замість ствола гармати довелось встановити металевий прут пофарбований у чорний колір.
В грудні 2015 року Збройні сили Німеччини замовили іще 131 БТР «Боксер» сукупною вартістю €476 млн ($516.4 млн за тогочасним курсом). За твердженням консорціуму ARTEC всі 131 машини будуть виготовлені в оновленому варіанті бронетранспортера (нім. Gepanzertes Transportfahrzeug). Машини мають надійти до армії з 2016 по 2020 роки.
Нові бронетранспортери можуть замінити БТР «Фукс» з колісною формулою 6×6.

### Словенія
2 лютого 2018 року було офіційно оголошено про намір Словенії вступити як учасник до консорціуму з виробництва GTK Boxer в рамках програми Organisation for Joint Armament Co-operation (OCCAR). У випадку успішного завершення всіх переговорів буде придбано 48 машин протягом 2018—2022.
Міністерство оборони Словенії та Організація спільного виробництва в галузі озброєнь (OCCAR) підписали 12 травня 2022 року контракт на закупівлю БМП Boxer. Обсяг договору — €343 мільйона за 45 машин. Передбачається, що перший Boxer Словенія отримає у 2023 році.
БМП, які отримає Словенія будуть на базі литовських Vikas Boxer з ізраїльськими дистанційними бойовими модулями Rafael Samson II 30×173 мм, протитанковими ракетами Spike LR та 30-мм гарматами MK-44S американського виробництва.
16 вересня уряд Словенії вирішив розірвати укладений в травні 2022 року контракт на купівлю 45 колісних бронемашин Boxer вартістю €281 млн. Формально, словенських урядовців збентежило те, що в контрактну вартість постачання німецьких бронемашин не були включені усі реальні затрати, і що Boxer не пройшов тестування в реальних умовах, як того передбачає оборонна стратегія Словенії.
Відповідно, словенський уряд шукатиме іншу модель БМП для свого війська, щоб виконати зобов'язання перед НАТО по формуванню національної батальйонної групи. За розрив контракту доведеться сплатити €70 млн штрафних санкцій.

### Україна
У вересні 2022 року німецьке видання Die Welt повідомило, що німецький уряд узгодив продаж САУ RCH-155 на шасі Boxer в інтересах Збройними силами України. Відповідно до пропозиції виробника САУ, вони можуть бути поставлені до України через 30 місяців з часу замовлення.
Україна зацікавлена у закупівлі 18 одиниць цієї техніки. Очікувана вартість угоди — 216 млн євро. Виробник Krauss-Maffei Wegmann зможе поставити перші нові САУ через 30 місяців після запуску робіт (тобто, не раніше 2025-го року).